# 楊雄 (水滸傳)
楊雄，小说《水浒传》中人物。祖籍河南，因为“一身好武藝，面貌微黃”，而得绰号「病關索」。

## 經歷
楊雄本為薊州押獄兼任劊子手，專行斬首之務，為人重義，曾幫過犯法的杜興與時遷。
某日楊雄行刑回來，親友與他掛紅賀喜，遇上幾個無賴前來討便宜找碴，幸得石秀解圍，兩人一見如故，石秀拜楊雄為兄並借宿楊雄家。
楊雄的妻子潘巧雲與和尚裴如海有姦情，石秀向楊雄告發，反被潘巧雲誣陷，楊雄誤信饞言把石秀趕出家門。後來楊雄在石秀巧計安排下得知真相，親手將淫蕩妻子開腸剖肚洩憤，而姦夫裴如海也被石秀殺死，兩人犯下殺人罪後商議落草梁山泊，一旁偷偷目睹全程經過的時遷也跳出來要求同行，三人便一同投奔梁山。
途中夜宿祝家莊的時候時遷因偷雞被逮，楊雄求祝家放人不成，改求在李家莊任職的杜興請托莊主李應出面斡旋，但李應出面後被拒還被祝彪冷箭射伤，讓李祝兩家撕破臉，成為了宋江三打祝家莊的導火綫。祝家莊戰事結束後正式入梁山。
後來在征討方臘途中突發背瘡，全身潰爛，不治而病死。

## 影視
- 1972年香港邵氏《水滸傳》：吴池钦
- 1975年香港邵氏《荡寇志》：吴池钦
- 1983年山东版《水浒》：田春岭
- 1998年央视版《水浒传》：陈之辉
- 2006年电视剧《鼓上蚤时迁》：常铖
- 2008年电影《杨雄与石秀》：淳于珊珊
- 2011年电影《鬼脸儿杜兴》：李川
- 2011年版《水浒传》：那志东